# 2時間ドラマ
本記事では、2時間ドラマ（にじかんドラマ）または2時間サスペンス（にじかんサスペンス）と呼ばれる、日本のテレビドラマの一ジャンルについて解説する。主に地上波などでテレビジョン放送され、後述の通りアメリカ合衆国のテレビ映画から影響を受けている。

## 概要

### 定義
大野茂によると、2時間ドラマとは
以上4つを基本に据えた、80分以上のサスペンスやミステリードラマ作品である。

### 傾向
序盤に笑えるシーンがあり、中盤になると犯人として疑わしかった人物が死亡する。殺害の動機は金銭トラブル・痴情のもつれ・遺産争いなどいくつかのパターンに限られる。こうしたフォーマットが形成された理由は、そういった作品の視聴率が取れたためである。
放送途中から見始めた視聴者も話について行けるよう、ドラマ中盤で登場人物が事件関係者の相関図を書き出す「十時またぎのホワイトボード」と呼ばれるシーンも定番である。
ドラマの終盤では、海岸の断崖絶壁の上で犯人が自白するシーンがお約束となっている。
このシーンは1961年の映画『ゼロの焦点』の影響だとする説があるが、『土曜ワイド劇場』の初期の制作陣によれば特に同作を意識していたわけではなく、「殺人事件があっても後味の良い終わり方にするために大団円で集合するようにする」「名所旧跡で作品を終わらせる」という製作上の意図によって生まれたものだという。
『土曜ワイド劇場』のプロデューサーを務めた松本基弘によれば、「取調室や山で犯人が告白しても面白くならなかったが、海ならば波が動いて表情に変化が生まれた」「よほど追い詰められていなければ犯人も自白などしないため、特に断崖絶壁が適していた」という旨の背景があった。
また、「崖のシーン」が定着したのは1990年代になってからであり、パロディ的に語られるようになったのも同じ時代で、それを2時間ドラマ自体がセルフパロディ的に取り入れていったともされる。
2005年に放送されたバラエティ番組『トリビアの泉 〜素晴らしきムダ知識〜』では、「新聞のテレビ欄に書かれている2時間ドラマの出演者の中で一番犯人である確率が高いクレジット順」の調査が行われた。その結果、最も多かったのは上から3番目の役者だった。調査方法は2004年に放送された民放2時間ドラマ201作品を対象とし、犯人役が書かれていないときはカウントせず、複雑な話で複数犯の場合は最後に判明する最重要な犯人をカウントした。3番目の割合は31パーセントで内訳は月曜ミステリー劇場48回、火曜サスペンス劇場41回、女と愛とミステリー40回、金曜エンタテイメント30回、土曜ワイド劇場42回。第2位は4番目で29パーセント、第3位は5番目で20パーセントとなっている。調査結果発表方法は榎木孝明、中村俊介、山村紅葉、船越英一郎の2時間ドラマへ出演している役者たちがそれ仕立てでランキングを発表していくミニドラマだった。なお、3番目であるのは主人公に相棒役がいる場合で、犯人役は出演シーンも多く経験を積んだ役者が演じることが多いのが理由である。

## 歴史

### 黎明期と『土曜ワイド劇場』の誕生
1970年頃までの日本のテレビ業界では、放送するためのアメリカ合衆国の映画が足りなくなると他国の作品を放送していた。そんな時、テレビ朝日の高橋浩は、アメリカでは2時間枠で流すオリジナルのテレビ映画を放送することを知る。当時日本では映画は劇場公開から4-5年経たないとテレビでは流せなかった。しかしテレビ映画は制作すればすぐ放送できる新鮮さがあり、高橋はそれを「テレフィーチャー」と命名して放送のため調べ始めた。
1971年5月、日本で初めて放送されたテレフィーチャーとして、『日曜洋画劇場』でアメリカの『サンフランシスコ大空港』を本国の本放送から8か月後にオンエアした。視聴率は15.9パーセントの合格点であった。その後、高橋がアメリカのエンターテインメント雑誌『バラエティ』を読んでいたところ、カーチェイスもののテレビ映画についての記事に目が止まった。この作品とはスティーヴン・スピルバーグの『激突!』で、高橋はその迫力に大変驚いたという。同時期にテレフィーチャー2作目の『夜空の大空港』が視聴率20.7パーセントを記録したことで他局もそれを認識し始め、高橋はテレフィーチャーについてのレポートを書いて社内に広め、上司にテレフィーチャー専用枠創設を提案するなどアピールした。『激突!』は劇場公開から早い段階となる2年後の1975年1月にテレ朝で放送され、視聴率22.1パーセントを記録。各局のテレフィーチャーへの注目度が高まり、同年4月に高橋は外画部からテレビ映画の計画を立てる編成開発部へ異動となった。
高橋たちは国産テレフィーチャー制作のため上司への説得に奔走した。その際、役員待遇の田中亮吉が高橋に「外国映画の放映権料が高くなっており、また人気作との抱き合わせのB級ものは当たり外れが大きい。その予算でテレフィーチャーを作れないか」と助言、テレビ朝日編成本部長兼常務の中須幹夫にプレゼンテーションを行う。一度目は不調に終わったが二度目のプレゼンの時は高視聴率のプロ野球読売ジャイアンツ戦が雨天中止続きで、代替番組の視聴率も一桁になっている時期だったこともあり、雨と関係ないテレフィーチャーは安定した視聴率を出せることを強調して中須の説得に成功した。B級ものを消化していた90分枠『土曜映画劇場』をリニューアルし、『土曜ワイド劇場』（以下、土ワイ）としてテレフィーチャーの放送枠とすることになった。その頃は映画産業に陰りが出ていた時代で、機材やスタッフに余剰があり、制作費は安かったが仕事がないよりは良いと、採算関係なしで制作に手を挙げる会社が幾つもあった。また映画用35ミリフィルムをテレビ用16ミリフィルムにすれば映画用の機材が使えると受け入れられたことも有利にはたらいた。編成開発部の井塚英夫は、他国での成功例からして題材はミステリやサスペンスが良いと考えたが、更には1976年から1977年にかけて角川書店による文庫と映画で横溝正史、森村誠一など推理小説ブームも背景にあった。
同部の井塚や宇都宮恭三は特色として「金銭・名誉出世・性」という現代人の三大欲望を取り入れ、せめぎ合いを描写し、ストーリーも女性からみてできるだけ悲劇的に、主婦からは哀れだがそれに対して自分は幸福だと感じさせ、その悲劇の中で殺人が起こり、犯人当てだけではなく女性の心の充足や感情移入を狙い、サスペンスは暗いビジュアルになりがちだが画面を明るくし、主婦に旅行気分を味わってもらうために観光地が登場した際には地名の字幕を入れた。
井塚は土ワイの放映開始直前（1977年6月）の社内報に、その制作方針として「主なターゲットは20から35歳の女性、特に映画館に出かけられない子供のいる女性、内容は娯楽性や話題性が一番で脚本に注力、現代的で風俗や流行を取り入れる、健康的や美しいものなら裸やお色気は可、ハートのある作品が強みで視聴者の涙と感動は無視できないこと」を掲げていた。
1977年7月2日に放送された土ワイ第1作『時間よ、とまれ』は4月放送予定から3か月遅れてのオンエアとなり、裏番組は『Gメン'75』『ウィークエンダー』がある中で視聴率16.8パーセントと善戦した。だが制作側では脚本を巡って意見が食い違う苦労等がありながらも視聴率は次第に下降、営業担当からはメロドラマの方が視聴率がとれるのではないかと言われたりしたが、制作スタッフ間で衝突がありながらも、誰かの作品の受けが悪かったら他のスタッフが補うような連帯感も生まれた。
放送開始年の作品にはギャラクシー賞選奨の『昭和怪盗傳』のようなドラマもあったが、視聴率は第1回放送を超えることができず、ブレイクを前にしてそのきっかけが掴めていなかった。だが、それを打破したのは「性と怪奇」の要素だった。1978年の放送1発目『江戸川乱歩の美女シリーズ』第2作「浴室の美女」が視聴率20.7パーセントを記録。放送枠の方向性を決定付け、視聴率が高かったドラマのシリーズ化を始め、最初からヒットを狙わず自然発生に任せた。
放送開始から2年経過で全体の3割がシリーズものとなり、視聴率は最初の3か月平均が10.3パーセントだったが1979年1月から3月が平均14パーセントに向上した。テレビ朝日のプライムタイムは平均11パーセントだったため看板枠となっており、1980年1月の調査で個人視聴率は20歳から34歳男性が13パーセント、スポンサーが最も欲しがる20歳から34歳女性が18.7パーセントで2位の4.6パーセントに大差を付け、世帯視聴率は18.7パーセントで『Gメン'75』に勝ち、1位となった。1979年春にABC朝日放送が制作に加わり2時間枠へ拡大、それまでのABCは土曜夜10時半の枠は1975年のネットチェンジで長寿番組『夫婦善哉』を無理に移動させた結果、半年で打ち切られ、後番組も短期間に変わっていたこともあって、その枠を廃止して土曜ワイド劇場の放送時間を拡大、視聴率も大幅上昇した。

### 他局の追随
『土曜ワイド劇場』の成功を受け、他局でも同様の枠創設を考え始める。最初に動いたのは日本テレビで、1980年4月に『木曜ゴールデンドラマ』を開始。夜9時と10時でネット局が違っていたのを調整して統合、初期の頃はミステリーだけではなくSF、時代劇、ホームドラマなど土ワイよりもバラエティ豊かだった。当初、視聴率が良い作品には「根性もの」「お涙頂戴もの」といえるジャンルが多く、社会派や問題作のような作品は低視聴率ばかりだった。日本テレビは1978年8月時点でテレフィーチャー制作の話が出ていたが、枠の創設には3年をかけた。
『火曜サスペンス劇場』（以下、火サス）を開始するにあたり土ワイとの差別化を図るため、番組企画者の小坂敬は「ミステリー&サスペンスの面白さ」「人間ドラマの感動」に思い至り、犯人は誰かやどうやって犯行をしたかと、なぜその人は犯罪に走ったのかの両方を主軸に据え、瀬戸際に立たされた人を描くサスペンスこそが本当の人間ドラマだと考え、事件だけを追うものだけでなく被害者加害者が複雑な現代組織で生きる者の喜怒哀楽を丁寧に描くことで共感や感動が得られるとして「哀しくなければサスペンスじゃない」が制作スタッフの合言葉になった。ターゲットとする視聴者は家事を終えて時間ができた主婦層で、受け入れてもらうために女性を意識したテーマや演出をし、ベッドシーンの際どさは抑え、女が男に復讐する展開など主婦が感情移入できる等身大の作品を方針とした。他番組との差別化のために一番重きを置いたのは音楽であり、視聴者を惹き込むために冒頭でその話のハイライトシーンを入れ、木森敏之によるテーマ曲を流した。また、番組用の主題歌を起用し、エンディングに流すことで単発枠でキャストやスタッフが違いながらもレギュラー番組であることを認識させ、視聴習慣を根付かせるという今までにない手法を採った。女性に共感されるために女性で若く、歌が上手い歌手を、ということで岩崎宏美が候補に挙がり、小坂は岩崎の全曲を集め3か月かけて起用を決定。小坂は枠の命運は彼女に掛かっているとの思いで『聖母たちのララバイ』が制作された。
火サスは1981年9月29日に開始、スタッフは視聴率が20パーセントを超えるのには3か月は掛かるとみていたが、同年11月17日放送の『ママに殺意を』でその大台を突破する。その後も20パーセント台をコンスタントに記録し、25パーセントに到達したこともあり、女性が感情移入しやすいドラマは特に視聴率が高かった。次第にエンディング曲についての問い合わせが増え、カセットテープで抽選200名にプレゼントする企画を行ったところ30万通もの応募があり、当初予定していなかったレコード化が行われると『聖母たちのララバイ』は日本歌謡大賞を受賞。120万枚セールスを叩き出し、1982年の『第33回NHK紅白歌合戦』で岩崎は同曲を歌唱、火サスの平均視聴率が22パーセントを記録して、枠創設から1年で「火サスと土ワイの2強時代」となった。
同時期、TBSでは1時間ドラマがメインストリームであって2時間ドラマは邪道との考えだったが、土ワイ・火サスが高視聴率をしばし記録していたのを黙って見ている訳にはいかなくなり、1982年4月に『ザ・サスペンス』を開始、土ワイと放送時間を丸被りさせた。高橋浩の見立てでは、TBSは民放の雄として同じジャンルでも自分の方が上だとの意識があり、『ニュースステーション』の裏に『ニュース22』をぶつけたのと同じで、不思議なことではないとしている。企画を担当する外部プロダクションの奪い合いも起こり、大映テレビ社長の大堀昭治から『ザ・サスペンス』の制作に参加するため、土ワイから完全に手を引くと言われる。話し合いの結果、春日千春と野添和子がTBSへ行き、柳田博美ら若いスタッフが土ワイの制作に引き続き関わることになった。
『ザ・サスペンス』第1回となる1982年4月10日には松本清張原作の『内海の輪』を当初放送しようとしていたが、土ワイは同じ清張原作の『風の息』を3時間拡大にして放送、その結果TBSは『内海の輪』を一週間先延ばしにして沢田研二主演の『陽のあたる場所』に差し替えた。土ワイの放送時間帯は民放各局の視聴率競争が激しく、1981年の同枠の平均視聴率は20.9パーセント、1982年に17.7パーセント、1983年には16.9パーセントと落ちていき、『ザ・サスペンス』開始から1年9か月の視聴率争いはTBSがテレビ朝日に対してやや負けていたが差は小さく、ほぼ互角だった。勝敗が着いたのは1984年になってからで、同年6月までに土ワイは視聴率で半分以上勝った。次第に『ザ・サスペンス』は15パーセントを切るようになり、同年9月に枠は打ち切られた。火サスの1983年3月1日放送からは、日本初となる視覚障害者向けの音声多重放送を始めた。
柳田博美が原作を見付けて来た1983年7月2日放送の『熱い空気』は、殺人や派手なシーンがないながらも当時土ワイ歴代2位となる視聴率27.7パーセントを記録。その頃の2時間ドラマに女性主人公のシリーズものはごく少数だったが、『家政婦は見た!』のタイトルで続編が決まった。その続編『エリート家庭の浮気の秘密 みだれて…』（1984年10月13日放送）は関東地区の視聴率30.9パーセントを叩き出し、土ワイ史上最高、2時間ドラマ最高視聴率だった。それに前後してテレビ朝日は『月曜ワイド劇場』を1982年10月に創設、TBSは『ザ・サスペンス』打ち切り半年後の1985年4月に『水曜ドラマスペシャル』を、フジテレビは1984年10月に『金曜女のドラマスペシャル』と1985年10月に『木曜ドラマストリート』をスタートさせ、一週間に7つの2時間ドラマ枠が乱立したが、そのブームが2時間ドラマの底上げにも繋がった。土ワイは放送枠の拡大に加えて『ザ・サスペンス』開始により番組欄でのサブタイトルに続く通称「サブサブ」が長くなり、1982年6月12日放送の『松本清張の事故 国道20号線殺人トリック 怖い!あの女が今日も私を見張ってる…』が視聴率は23.8パーセントを記録したことで長いサブサブがスタンダードとなる。「ちょっとえげつない」との見方もあったが、火サスでも同様の手法を採るか迷った結果、これは必要悪だとして割り切った。

### 低迷期とテコ入れの試み
2時間ドラマ乱立の1985年に競争を制したのは土ワイで、視聴率が20パーセントを切ったのはわずかなのに対して、火サスは1984年後半から視聴率が段々下落し、1985年後半には14.5パーセントまで下がった。原因として人間ドラマの感動に比重を置くと、主人公であるため犯人は誰か最初から判っているため、ミステリーやサスペンスの面白さが行き届かず、作風は重く暗いものとなり、もう一度見たくならない可能性があったことに思い至らなかったからだった。それ以降、火サスは全て単発作品で制作が大変だったのを年間半分はシリーズ作の放送とし、シリーズ化によりキャスト・スタッフが一体となれる制作のしやすさに加えて、視聴者も前作からの期待を続けて持てるというメリットが生まれた。
1980年代中頃からは地方ロケが多くなり、1989年7月から1990年6月までに土ワイ51作中41作、『男と女のミステリー』46作中21作、火サス49作中23作で地方ロケが行われていた。制作本数の増加は質の低下を招き、放送枠は4つと減少するが1988年には再び6つに増加、1987年から1988年に火サスと引き続き視聴率争いを繰り広げた土ワイは、平均18から19パーセントの熾烈さながらほぼ一番手にいた。またテレビ朝日は『火曜スーパーワイド』、TBSは『土曜ドラマスペシャル』を創設したが、枠名の変更を経て1991年、共に打ち切りとなり失敗に終わった。1989年から1990年にかけては一週間8つの枠がある大混戦だった。枠がなくなればまた別の枠が作られる様相で、かつて2時間ドラマは視聴率が最低15パーセント取れると言われていたが、1991年になると平均14パーセント弱の時期もあり、2時間ドラマ戦乱の世は終わろうとしていた。
1980年代中頃から1990年代初頭までの乱立期に粗製乱造が行われたことで作品の質が下がり、マンネリだと視聴者から呆れられていった。また、技術面ではフィルム撮影が1990年頃からビデオ撮影に変わり、内容面では制作側がトリックのネタ切れや視聴者層の年齢上昇が課題となっていた。1990年代前半からはシリーズものが多くなり、十津川警部、狩矢警部、浅見光彦など複数局で並行して制作される作品も出てきた。その頃、放送枠が半減したことで収録済みのストック消化に時間が掛かるようになり、撮影から放送までの期間が短かった火サス以外は大抵1年後のオンエアだったのが、2〜3年経つのは当たり前になり、土ワイでは5年後に放送された作品もあった。このような事情もあって、流行を取り入れたジャンルであったはずながら「時代感覚にギャップがある」と言われるようになってしまったのだった。土ワイでは問題解決のために若者層を取り入れようと社会情勢に合わせることや旬のタレントを出演させることで鮮度を上げ、お決まりのパターンを変えて層を広げることを掲げ、ミステリーものをやったことがなくトレンディドラマを書いていた水橋文美江による『7人のOLが行く!沖縄お見合いツアーに殺しの花が咲く』（1994年8月6日放送）を制作。翌年に2作目が放送され、その時には犯人を視聴者に当ててもらうクイズを行い、3万通の応募があった。
シリーズものの増加により各作品で傾向が被らないようにと差別化が図られ、1994年頃からは主演が交代する作品も出てきた。また視聴者層拡大のためにフィクション性が強いと思われていた2時間ドラマにリアリティを持たせる動きが1990年代半ば頃より起こり、『法医学教室の事件ファイル』は事件解決に科学的要素を取り入れ、『警視庁鑑識班』は捜査する立場にない役職であることを反映させて裏方として描き、登場人物と似た白骨標本を大学病院の研究室から借りて来ることや、血痕の鑑定で本物の人の血を使い、毒物の鑑定でも鑑識経験者から指導を受けて花から抽出したりした。1990年代には連続ドラマ『古畑任三郎』『踊る大捜査線』が放送されたことで、サスペンスや刑事ものへの興味を持たせ続けることができた。2000年に土ワイで放送された『相棒 警視庁ふたりだけの特命係』は、試写を見た者からは視聴率が取れるのか危ぶむ声もあったが、3作放送の実績により連続ドラマ化した。2000年代になるとテレビ東京が『女と愛とミステリー』を創設して2時間ドラマに参入した。

### 衰退と現状
2005年9月、火サスは「殆ど毎日殺人事件が発生していては飽きられる」との理由で枠が打ち切られ、最終回は『事件記者・三上雄太 火サス25年の歴史に幕 ラストにふさわしい本格人間ドラマサスペンス 刑事の娘の禁断の恋が招く殺意の十字路!犯人逃走援助懲戒免職』と、火サス史上最長のサブサブであった。しかし、この打ち切りの実情は、日本テレビ自体が若者向けコンテンツ中心の戦略に転換し、火サスは中高年の男女がメインターゲットであったために商品を購入しないことからスポンサーが付かなかったというものであった。
2007年には土ワイの看板作『混浴露天風呂連続殺人』、2008年には『家政婦は見た!』が完結。前者の放送終了は「日本に秘湯はもうなくなったから」という理由だとアナウンスされ、性描写の問題は無関係としていた。しかし実際のところ、時代の流れや放送コードの規制の見直しなどにより、過激な性描写を含む作品を午前10時の再放送枠で放映しにくくなったことも打ち切りの大きな要因だったとされる。
2010年代になると、2時間ドラマの視聴率は1桁台にまで落ち込むようになった。2016年、土ワイはバラエティ番組も含む『土曜プライム』枠の一企画に降格された。2017年にはその『土曜プライム』も廃止されたことにより、土ワイは40年の歴史に幕を下ろした。
2019年3月にはTBSの2時間サスペンスドラマ専用枠『月曜名作劇場』も終了し、これに伴って地上波民放のゴールデン・プライムタイムから2時間ドラマ専用枠が名実共に完全消滅した。2025年3月現在、新作2時間ドラマは、テレビ東京（地上波）・BS-TBS（衛星放送）・BS日テレ（衛星放送）の3局が製作するのみ（後述参照）に留まっている。

## 衰退の要因
かつて人気を誇った2時間ドラマが極端に衰退した要因として、以下のようなものが考えられている。
視聴者・視聴環境の変化
- レンタルビデオショップ・インターネットの動画配信[61]・録画機器[63]が普及していく中で、コンテンツ同士の競争に勝ち抜けなかった。
- オンデマンドの見逃し配信・スマートフォンでの「ながら視聴」が主流になった現代では、放送時間の長い2時間ドラマは若い視聴者に見てもらいにくくなった[64][65][63]。
- 1話完結の連続ドラマ作品に人気を奪われた[66][64]。

内容面の問題
- かつては気軽に旅行へ出かけられない中高年の主婦層をターゲットに地方の観光地を舞台にした旅情ものがヒットし[67]、それが制作意図として明確で[66]、流行を取り入れた時代の先端を行くジャンルでもあったが、バブル景気の頃になるとトレンディドラマに取って代わられた[68]。
- どの作品も内容が均一的で、「展開に既視感がありすぎる」「犯人当てが簡単すぎる」などのマンネリ化に陥り、視聴者に飽きられた[64][67][69][63]。
- 娯楽や趣味が多様化したことで、様々な要素が幕の内弁当のように詰め込まれた2時間ドラマに視聴者が物足りなく感じるようになった[66]。

制作サイドの問題
- 主な視聴者層が50代後半以上の中高年だったため、広告主が（消費活動の盛んな若年層の視聴する）連続ドラマに出稿するようになった[66][64][61]。
- テレビ局側が1時間の連続ドラマを優先しているため、2時間ドラマ発の作品は連ドラのパイロット版的な立ち位置に降格された[63]。
- テレビ局の自主規制でかつてのような過激な描写ができなくなった[68][63]。
- ソフト化されることが少なく、制作費の元を取れなかった[69]。
- 地方ロケが多いため制作期間・拘束時間が長く、キャストの出演料もかさむことから、製作費用が半分以下で済む上に収録が1日で終わるバラエティ番組に枠を奪われた[67][66][64][70]。
- 視聴率低迷により「落ち目の役者が出演するもの」と見られるようになり、人気俳優が出演を敬遠する悪循環に陥った[67]。
- 制作サイドのスタンスに問題があった。
  - 製作者側がマンネリ化を打破しようとしなかった[69]。
  - 制作者側が新たなミステリー作家を発掘しなかった[63]。
  - 制作者側が「ミステリーの帝王・女王」と呼ばれた船越英一郎・片平なぎさらの後継者や[71]、渡瀬恒彦・市原悦子のような人間味あふれる演技をする役者の後継者を育てられなかった[64][63]。

## 批評
ライターの竹本道子は「連続ドラマでは女性の描き方は大きく様変わりしたが、2時間ドラマは相変わらず感情的なステレオタイプだった」と指摘した。また、中央大学教授の宇佐見毅は「本格的な作品を見たい人は映画館へ行ったり海外ドラマを見ていて、月曜名作劇場の後継がバラエティ番組なのも短時間で安く作れて安定した視聴者を期待できるジャンルに流れざるを得ないのがテレビを取り巻く現状である」とした。
元毎日放送プロデューサーで同志社女子大学教授の影山貴彦は「温泉での入浴シーンなどの定番がバラエティ番組のような面白さやおかしさとして捉えられるようになった」と言い、ライターの吉田潮は「2時間ドラマは『昭和の残滓』でありベタさや間抜けを楽しめる人もいるが、そうでない人が多くなった」と見ている。
さらに吉田は、放送枠の変更について「各局が軒並み2時間ドラマ枠をつぶし、謎の『なんでもアリ枠』にして、ドラマ限定から逃げた。他の特番や映画も入れこみ、時々ドラマを放り込む程度の作戦に出た。『ドラマで視聴率惨敗』よりも『視聴者は定着しないがリスク分散』を選んだわけだ」と否定的である。
2017年に土ワイが時間移動して『日曜ワイド』になる3年前からは放送時間が15分ほど長くなっていたが、その時間延長のためストーリーのどんでん返しが夜10時、11時の2つとなり、寿命を縮めたのではないかとの見方もある。
こうした衰退の一方で、2時間ドラマは断崖絶壁での犯人明かし・京都や温泉での殺人事件といった定番も作り上げた。メディア研究家の衣輪晋一によると、2時間ドラマは漫画『土曜ワイド殺人事件』や連続ドラマ『特命係長 只野仁』のようにパロディ化されるほど浸透し、2時間ドラマでしか見なかったような役者が幅広く活躍するようになった側面もあるとしている。

## 2時間ドラマ枠

### 現在
- 土曜お昼のミステリー（BSテレ東）

2021年10月2日開始（毎週土曜11:30 - 13:30）。基本的に地上波のテレビ東京系列で放送された過去の2時間ドラマの再放送枠である。
- 土曜サスペンス/日曜サスペンス（BS-TBS）

2021年10月16日開始（毎週土曜/日曜19:00 - 20:54）。基本的に地上波のTBS系列で放送された過去の2時間ドラマの再放送枠であるが、不定期で新作が放送される場合がある。
- 令和サスペンス劇場（BS日テレ）

2023年12月17日開始（日曜不定期19:00 - 20:54 → 土曜不定期19:00 - 20:54）。純粋なレギュラー枠でない不定期の2時間ドラマ枠ではあるが、原則的に新作の2時間ドラマが放送される。

### 過去
- 日本テレビ系列
  - 火曜サスペンス劇場→DRAMA COMPLEX→火曜ドラマゴールド
  - 水曜グランドロマン
  - 木曜ゴールデンドラマ→ドラマシティー（読売テレビ制作）
  - 金曜ロードショー（不定期放送）

- テレビ朝日系列
  - ゴールデンワイド劇場→月曜ワイド劇場（テレビ宮崎で放送されていた「土曜ワイド劇場→土曜プライム・土曜ワイド劇場」の時差放送となる、「月曜ワイド劇場→月曜プライム・月曜ワイド劇場」とは別番組）
  - 火曜スーパーワイド→火曜ミステリー劇場（テレビ朝日が制作を担当。なお、一部の作品は朝日放送が制作を担当した）
  - ミステリースペシャル
  - 土曜ワイド劇場（土曜プライムの一企画扱い降格前。2時間枠に移行後、原則月1回朝日放送が制作を担当）→土曜プライム（原則月1回朝日放送が制作を担当）
  - 日曜ワイド（昼前の放送枠。新作を毎週放送する枠ではなく、旧作も織り交ぜて放送する枠である）
  - 日曜エンターテインメント（不定期にドラマを放送）
  - 日曜プライム（ただし、純粋な2時間ドラマ枠でなく、映画や一部の単発スペシャルのバラエティ番組も放送されていた）

- TBS系列
  - 月曜ドラマスペシャル→月曜ミステリー劇場→月曜ゴールデン→月曜名作劇場
  - 恋はミステリー劇場
  - 水曜ドラマスペシャル
  - 水曜プレミア
  - ザ・サスペンス
  - 土曜ドラマスペシャル→ドラマチック22

- テレビ東京系列
  - 月曜・女のサスペンス2時間スペシャル：3ヶ月-6ヵ月に1回の頻度で通常回より放送時間が拡大された作品（サスペンスドラマ）を放送。
  - 日本名作ドラマ（第2期）:前後2篇に分割された作品を2週にわたって放送（1時間×2回）していた同名の連続ドラマ枠（第1期）の終了（→定時のドラマ枠としては一旦消滅）直後に設けられた不定期の2時間ドラマシリーズ。
  - 水曜女と愛とミステリー→水曜ミステリー9→水曜シアター9→（1年間中断）→水曜ミステリー9→水曜エンタ→月曜プレミア8（ただし、純粋な2時間ドラマ枠ではなく、一部単発スペシャルのバラエティ番組も放送されていた）

- フジテレビ系列
  - 月曜ドラマランド
  - 木曜ドラマストリート
  - 金曜女のドラマスペシャル→ザ・ドラマチックナイト→男と女のミステリー→金曜ドラマシアター →金曜エンタテイメント→金曜プレステージ→赤と黒のゲキジョー→金曜プレミアム
  - プレミアムステージ→土曜プレミアム（過去に不定期放送を行っていた）
  - ミステリードラマスペシャル（不定期放送扱いで主に番組改編期に放送）